# Леонтью, Кристиан
Кристиан Леонтью (англ. Kristian Leontiou, род. в феврале 1982) — британский певец греческого происхождения.

## Биография
Родился в 1982. Отец — грек-киприот, мать — англичанка. Его сестра Алекса поет в своей собственной группе, но была приглашенной вокалисткой в его b-side «Hi-Lo & In Between». Он окончил среднюю школу Хэтч-Энда в Харроу и работал на нескольких работах в Лондоне и его окрестностях, уделяя внимание музыке, когда у него было свободное время. В 19 лет он познакомился с Майком Солтом из издательства Warner Chappell в 2001 году, последующая сделка позволила ему работать над своей музыкой полный рабочий день, а в 2003 году он подписал крупный контракт с Polydor. Его окрестили новым Дайдо. Его дебютный сингл «Story of My Life» был выпущен в июне 2004 года и занял 9-е место в UK Singles Chart. Его второй сингл «Shining» достиг 13-го места, в то время как альбом Some Day Soon вскоре был сертифицирован золотым тиражом более 150 000 копий.
Леонтью гастролировал с альбомом в ноябре 2004 года, отправившись в США для работы с Л. А. Ридом, председателем музыкальной группы Island Def Jam. Недовольный тем, в каком направлении развивалась его карьера, на обратном пути из США в 2004 году он решил писать свою музыку в новом направлении. Отделившись от своего лейбла в конце 2005 года, он продолжил сотрудничать с Faithless над песней «Hope & Glory» для их альбома To All New Arrivals.
Именно благодаря совместной работе над альбомом Faithless Ролло услышал раннюю демо-версию «Astronauts». Он был впечатлён ею и пригласил Леонтью в студию, где они начали совместно продюсировать альбом All Balloons. Именно в это время он объединился с другом Адамом Фолкнером, барабанщиком и музыкантом, чтобы представить живое акустическое звучание альбома. Они записали альбом с Филлом Брауном в студии Ark в Сент-Джонс-Вуд, где они записали концерт, а затем вернулись в студию Ролло, чтобы добавить некоторые электро-штрихи.
В 2008 году Леонтью начал работать с ATC Music. Жертва убийства Мередит Керчер снялась в клипе на песню Кристиана Леонтью «Some Say» в 2004 году, за 3 года до того, как ее нашли мертвой в Италии.
Леонтью выпустил кавер-версию песни Трейси Чэпмен «Fast Car», которая первоначально была выпущена как сингл в 2005 году. Однако версия Леонтью не смогла попасть в чарты так как не было одновременного физического выпуска наряду с синглом для загрузки, что в то время было правилом для британских чартов. 24 апреля 2011 года песня вошла в чарты синглов под номером 88 благодаря британскому конкурсанту Got Talent Майклу Коллингсу, исполнившему трек на шоу 16 апреля 2011 года.

## Дискография

### Альбомы
| Год  | Детали | Позиции | Certifications (sales thresholds) |
| Год  | Детали | UK      | Certifications (sales thresholds) |
| ---- | --- | ------- | --------------------------------- |
| 2004 | Some Day Soon - Released: 31 May 2004 - (#14) - Re-released: 4 April 2005 - (#86) - Label: Polydor - Formats: CD, Digital download | 14      | BPI: Gold                         |

### Синглы
| Год  | Сингл              | Позиции | Альбом        |
| Год  | Сингл              | UK      | Альбом        |
| ---- | ------------------ | ------- | ------------- |
| 2004 | "Story of My Life" | 9       | Some Day Soon |
| 2004 | "Shining"          | 13      | Some Day Soon |
| 2004 | "Some Say"         | 54      | Some Day Soon |
| 2005 | "Fast Car"[A]      | 88      | Some Day Soon |

Notes:
- - Originally released as a single in April 2005, Leontiou's version of "Fast Car" did not chart until 2011 in the UK.

Песни прозвучали в следующих фильмах:
- Свидание со звездой OST, Love Love Songs - The Ultimate Love Collection (Shining)
- Вечное лето OST (The Crying)